# Králek
Králek je přírodní památka poblíž obce Pluhův Žďár v okrese Jindřichův Hradec. Oblast spravuje Agentura ochrany přírody a krajiny ČR. Předmětem ochrany je zachování populace kriticky ohrožené pobřežnice jednokvěté (Littorella uniflora), prostřednictvím ochrany ekosystému rybníka.